# Shine (Sopho Nizharadze)
Shine (dall'inglese: splendi) è un singolo della cantante georgiana Sopho Nizharadze pubblicato nel 2010 e scritto da Hanne Sørvaag, Harry Sommerdahl e Christian Leuzzi.

## Video musicale
Il video musicale di presentazione era stato pubblicato il 22 marzo 2010 su YouTube, tuttavia è stato nuovamente caricato sul canale ufficiale dell'Eurovision Song Contest il 24 marzo.

## Partecipazione all'Eurovision Song Contest
Il brano è stato selezionato tra altre sei canzoni, presentate dalla cantante durante una finale nazionale il 27 febbraio 2010, per rappresentare la Georgia all'Eurovision Song Contest 2010.
La Georgia si è esibita 16ª nella seconda semifinale, classificandosi al 3º posto e qualificandosi per la finale dove esibendosi 13ª si è classificata 9ª.